# Vingåkers kommun
Vingåkers kommun är en kommun i Södermanlands län. Centralort är Vingåker.
Västra delen av Läppe ligger i Närkes landskap.
Inom kommunen ligger Hjälmaren, och genom området flyter Vingåkersån. Textilindustrin har utgjort basen för det lokala näringslivet, men har över tid minskat i betydelse. I början av 2020-talet är nästan en fjärdedel sysselsatta inom vård och omsorg. 
Fram till början av 1990-talet ökade folkmängden, men därefter har trenden varit negativ. Socialdemokraterna har genomgående varit det största partiet.

## Administrativ historik
Kommunens område motsvarar socknarna Västra Vingåker och  Österåker, båda i Oppunda härad. I dessa socknar bildades vid kommunreformen 1862 landskommuner med motsvarande namn.
Vingåkers municipalsamhälle inrättades 4 april 1903 och upplöstes vid utgången av 1962.  
Vid kommunreformen 1952 införlivades Österåkers landskommun i Julita landskommun.
1962 namnändrades Västra Vingåkers landskommun till Vingåkers landskommun.
Vingåkers kommun bildades vid kommunreformen 1971 av Vingåkers landskommun och en del ur Julita landskommun (Österåkers församling).
Kommunen ingick från bildandet till 2009 i Katrineholms domsaga och kommunen ingår sedan 2009 i Nyköpings domsaga.

## Geografi

### Topografi och hydrografi
Kommunens flacka landskap utgör en västlig förlängning av Södermanlands sjöplatå. Berggrunden är främst gnejs med inslag av granit, och norr om Öljaren återfinns även urkalksten. Kommunen präglas av en betydande jordbruksproduktion och rymmer flera herrgårdsmiljöer, såsom kring Sävstaholm, Skenäs och Högsjö. Åkermarken avbryts av skogar och ett stort antal sjöar, som till övervägande del tillhör Nyköpingsåns vattensystem.
Vingåkersån flyter genom Vingåker och mynnar ut i sjön Kolsnaren, som i sin tur når ända bort till Marmorbyn. Även sjön Viren är sammanlänkad med Kolsnaren. Dessutom finns även sjön Tisnaren som ligger 1,5 söder om Vingåker. Hjälmaren, som är Sveriges till ytan fjärde största sjö, ligger också den inom Vingåkers kommun.

### Naturskydd
År 2022 fanns tre naturreservat i Vingåkers kommun. Igelbålen, som även är klassad som Natura 2000-område, är mest känd för sina många och vackra orkidéer. Gammal, orörd barrskog hittas i det 110 hektar stora reservatet Perstorpsskogen medan Tomsängen inkluderar "vildvuxen lövskog och ståtliga hagmarker". Området är även klassat som Natura 2000-område.

### Administrativ indelning
Fram till 2016 var kommunen för befolkningsrapportering indelad i Västra Vingåkers församling och Österåkers församling.

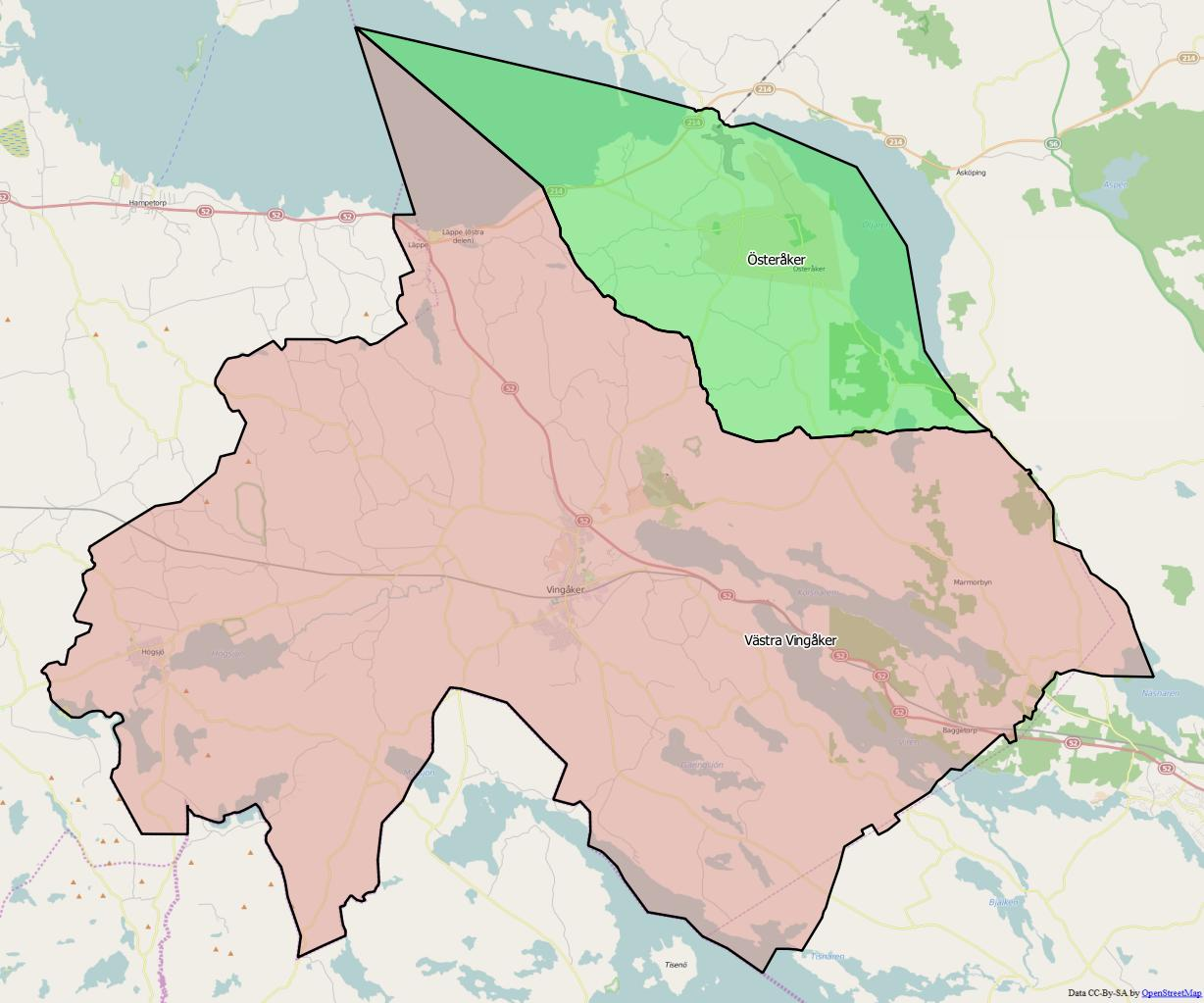
Distrikt (socknar) inom Vingåkers kommun

Från 2016 indelas kommunen istället i två distrikt, vilka motsvarar de tidigare socknarna – Västra Vingåker och Österåker.

### Tätorter
Vid tätortsavgränsningen av Statistiska centralbyrån den 31 december 2010 fanns det fyra tätorter i Vingåkers kommun och tätortsgraden var 66 procent:
| Nr | Tätort            | Folkmängd |
| -- | ----------------- | --------- |
| 1  | Vingåker          | 4 548     |
| 2  | Högsjö            | 691       |
| 3  | Baggetorp, del av | 490       |
| 4  | Marmorbyn         | 372       |
| 5  | Läppe             | 221       |

Centralorten är i fet stil. 
Tätorten Baggetorp är delad på två kommuner: Vingåkers kommun (494 personer) och Katrineholms kommun (8 personer).

## Styre och politik

### Styre
Mandatperioden 2014 till 2018 bildade de rödgröna en majoritet. Detta genom att Sverigedemokraterna hade en plats i kommunfullmäktige som inte tillsattes och att ordförande, som var socialdemokrat, har utslagsrösten. Efter valet 2018 styrs kommunen av en regnbågskoalition bestående av Centerpartiet, Kristdemokraterna, Miljöpartiet och Socialdemokraterna. Det var i huvudsak skol- och tillväxtpolitiken som låg till grund för det gemensamma samarbetet. Till kommunalråd utsågs Anneli Bengtsson (S) och oppositionsråd Charlotte Prennfors (M).
2022 fick kommunen Offentlighetspriset från Tidningsutgivarna, för sitt tydliga uttalade mål om transparens – och att i praktiken efterleva det.

### Kommunfullmäktige

#### Mandatfördelning 1970–2022
|  | 17 | 8 | 6 |  | 2 |

| 30 | 5 |

|  | 16 | 9 | 5 |  | 3 |

| 29 | 6 |

|  | 16 | 10 | 4 |  | 3 |

| 28 | 7 |

|  | 16 | 8 | 5 |  | 4 |

| 25 | 10 |

|  | 18 |  | 7 | 3 |  | 4 |

| 25 | 10 |

|  | 18 | 2 | 5 | 4 |  | 4 |

| 24 | 11 |

|  | 18 | 3 | 5 | 4 |  | 3 |

| 21 | 14 |

|  | 16 | 2 |  | 5 | 3 | 2 | 5 |

| 24 | 11 |

|  | 17 | 5 | 4 | 2 |  | 5 |

| 19 | 16 |

| 2 | 15 | 6 | 3 |  | 3 | 5 |

| 21 | 14 |

|  | 16 | 2 | 4 | 3 | 2 | 3 | 4 |

| 20 | 15 |

|  | 18 |  | 3 | 3 |  | 2 | 6 |

| 22 | 13 |

|  | 15 | 2 | 4 |  | 2 |  | 2 | 7 |

| 22 | 13 |

|  | 12 | 2 | 2 | 5 | 2 |  |  | 5 |

| 19 |  | 11 |

| 2 | 11 |  |  | 6 | 3 |  | 6 |

| 17 | 14 |

|  | 11 |  | 2 | 7 | 2 |  | 6 |

| 18 | 13 |

### Nämnder

#### Kommunstyrelse
Kommunstyrelsen i Vingåkers kommun utgörs av 11 ordinarie ledamöter. Dess ordförande är kommunens enda kommunalråd.

#### Övriga nämnder
Förutom kommunstyrelsen har kommunen de egna nämnderna:
- Barn- och utbildningsnämnden
- Socialnämnden
- Samhällsbyggnadsnämnden
- Kultur- och fritidsnämnden
- Valnämnden

Därtill finns Viadidaktnämnden och Räddningstjänstens politiska direktion. Båda dessa är kommungemensamma med Katrineholms kommun. Viadidaktnämnden  ansvarar för vuxenutbildning och arbetsmarknadsinsatser.

## Ekonomi och infrastruktur

### Näringsliv
Textilbranschen har traditionellt utgjort basen för det lokala näringslivet och i viss utsträckning finns sådana företag kvar. Exempelvis Voith Fabrics Högsjö AB som sysslar med maskinbeklädnader. I början av 2020-talet var knappt en fjärdedel av de förvärvsarbetande invånarna sysselsatta inom vård och omsorg, medan 13 procent var sysselsatta inom tillverkningsindustrin. Omkring sex procent arbetade inom jord- och skogsbruk samt fiske. Bland företag som inte verkar inom textilindustrin märks Nammo Sweden AB, som tillverkar och deaktiverar ammunition, och Silver & Stål i Vingåker AB, som tillverkar produkter i rostfritt stål.

### Infrastruktur

#### Transporter
Kommunen genomkorsas av riksväg 52, länsväg 214 och järnvägen Stockholm–Göteborg.

#### Utbildning
År 2022 fanns fem kommunala grundskolor och en friskola. Tre av de kommunala skolorna fanns i centralorten. Österåkers skola lades ner av kommunen då ekonomin var dålig och antalet elever ansågs för få. År 2011 gick lokalsamhället samman och driver numer Österåkersbygdens Friskola i egenskap av förening. Slottsskolan vann 2018 Arla guldkos pris i klassen bästa matglädjeskola i Sverige. Kommunen saknar egen gymnasieskola och har därför samverkansavtal med kommunerna Flen, Katrineholm, Nyköping, Oxelösund, Norrköping, Finspång samt Sydnärkes utbildningsförbund i Hallsberg. För barn och unga vuxna mellan 12 och 21 år, med autismspektrumdiagnos finns Dammsdalskolan som är en internatskola. Skolan har riksintag och drivs i regi av Region Sörmland.
Viadidakt ansvarar för vuxenutbildning på olika nivåer och olika inriktningar, såsom grundläggande och gymnasial vuxenutbildning. De ansvarar även för svenska för invandrare (SFI), lärlingplatser och liknande.

## Befolkning

### Demografi

#### Befolkningsutveckling
Kommunen har 8 750 invånare (31 december 2024), vilket placerar den på 238:e plats avseende folkmängd bland Sveriges kommuner.
| Befolkningsutvecklingen i Vingåkers kommun 1970–2020 | Befolkningsutvecklingen i Vingåkers kommun 1970–2020 | Befolkningsutvecklingen i Vingåkers kommun 1970–2020 | Befolkningsutvecklingen i Vingåkers kommun 1970–2020 | Befolkningsutvecklingen i Vingåkers kommun 1970–2020 |
| ---------------------------------------------------- | ---------------------------------------------------- | ---------------------------------------------------- | ---------------------------------------------------- | ---------------------------------------------------- |
|                                                      |                                                      |                                                      |                                                      |                                                      |
| År                                                   |                                                      |                                                      | Folkmängd                                            |                                                      |
| 1970                                                 | 1970                                                 |                                                      | 9 679                                                |                                                      |
| 1975                                                 | 1975                                                 |                                                      | 9 519                                                |                                                      |
| 1980                                                 | 1980                                                 |                                                      | 9 750                                                |                                                      |
| 1985                                                 | 1985                                                 |                                                      | 9 721                                                |                                                      |
| 1990                                                 | 1990                                                 |                                                      | 9 937                                                |                                                      |
| 1995                                                 | 1995                                                 |                                                      | 9 862                                                |                                                      |
| 2000                                                 | 2000                                                 |                                                      | 9 186                                                |                                                      |
| 2005                                                 | 2005                                                 |                                                      | 9 269                                                |                                                      |
| 2010                                                 | 2010                                                 |                                                      | 8 893                                                |                                                      |
| 2015                                                 | 2015                                                 |                                                      | 8 953                                                |                                                      |
| 2020                                                 | 2020                                                 |                                                      | 9 144                                                |                                                      |

## Kultur

### Kulturarv
Ett kulturarv med anor från 1600-talet är Säfstaholms slott. Under delar av 1800-talet ägdes slottet av Gustaf Trolle-Bondes som förvandlade slottet till ett centrum för konst och kultur. År 2003 utsågs Kalklinbanan Forsby-Köping till Årets Industriminne. Det var den "sista återstående, fullt körbara industrilinbanan i Sverige". Även om rivningen påbörjades 2013 återstår kalkbrottet och ett museum som vittnar om det industriella arvet. Två områden i kommunen är klassade som riksintressen för den svenska kulturminnesvården – kulturbygden Österåker och Högsjö, en bruksort med gamla anor.

### Kommunvapen
Blasonering: Sköld, kluven av guld, vari en grön ek, och grönt, vari en humleranka av guld.
Vapnet fastställdes 1941 för dåvarande Västra Vingåkers landskommun. Trädet kommer från ett häradssigill (Oppunda härad) och humlerankan syftar på humleodling. Det registrerades för den nya kommunen år 1974.

### Sport
År 2022 fanns ett 20-tal idrottsföreningar som riktade sig till  barn och ungdomar. Däribland fotbollsföreningen Vingåkers IF och Vingåkers sportklubb som sysslar med parkour, gymnastik och freerunning. I Båsenberga friluftsområde med utegym, MTB-spår, skidbackar och elljusspår som vintertid beläggs med konstsnö vistas ett flertal av kommunens föreningar. Däribland Båsenberga Slalomklubb, Vingåkers cykelklubb och Vingåkers Orienteringsklubb.
År 2022 enades politikerna om att bygga en ny sport- och simhall i kommunen. Sedan tidigare finns Vingåkersbadet med gym och pooler.
Bland föreningar på högre nivåer återfinns exempelvis 
Vingåkers Volleybollklubb som spelar i Elitserien i volleyboll för herrar.